# 1-й Ливарний провулок (Житомир)
1-й Ливарний провулок — провулок в Богунському районі міста Житомира.     

## Характеристики
Розташований у північно-західній частині міста, в історичній місцевості Рудня.             
Бере початок з 1-го Колективного провулка. Прямує на північ. Завершується кутком північніше перехрестя з Виробничим провулком. Перетинається із 2-м Колективним провулком, Новосінною вулицею. Від провулка бере початок 2-й Ливарний провулок. Перехрестям з провулком завершується Метеорологічний проїзд.             

Забудова провулка — садибна житлова.

## Історія
У ХІХ ст. та на початку ХХ ст. за місцем розташування провулка на мапах показані угіддя.. Згодом у місцевості розкинулися сільськогосподарські угіддя колективного господарства (артілі) ім. XVIII з'їзду КПРС.        
Провулок почав формуватися у 1950-х роках та забудовуватися індивідуальними житловими будинками працівниками промислових підприємств. До кінця 1960-х років провулок та його забудова сформувалися майже цілком.         
У 1957 році провулку надано назву Ливарний провулок. Назва пояснюється тим, що першими забудовниками провулка були робітники й службовці заводу «Автозапчастина», на якому діяло одне з найбільших в місті ливарних виробництв.        
У 1958 році провулку змінено назву на 1-й Ливарний провулок, оскільки поряд сформувався новий 2-й Ливарний провулок.        